# Dick Spring (politico)
Richard Martin Spring, detto Dick (in irlandese Risteárd Mac an Earraigh; Tralee, 29 agosto 1950), è un politico irlandese, leader del Partito Laburista dal 1982 al 1997.

## Biografia
Figlio di Dan Spring, Teachta Dála con un passato da giocatore di calcio gaelico per il Kerry GAA, Dick Spring frequentò il Cistercian College a Roscrea, dove iniziò a giocare a rugby. Nel 1979 fu convocato per tre incontri del Cinque Nazioni.
Abbandonata la carriera sportiva, nel 1981 Spring fu eletto al Dáil Éireann, succedendo a suo padre; l'anno successivo divenne leader del Partito Laburista. In seguito alle elezioni tenutesi a novembre del 1982, in cui il Partito Laburista era giunto al terzo posto e aveva formato una coalizione con il Fine Gael, Spring fu nominato Tánaiste. Fu anche ministro dell'ambiente tra il 1982 e il 1983, e successivamente gli fu assegnato il ministero dell'energia.
Nel 1993, dopo essere stato all'opposizione durante i governi di Charles Haughey, il Partito Laburista formò una coalizione con il Fianna Fáil, e a Spring furono assegnati gli incarichi di Tánaiste e di ministro degli affari esteri, che ricoprì fino al 1997, eccezion fatta per un breve periodo tra novembre e dicembre del 1994, per via della fuoriuscita del Partito Laburista dal governo di Albert Reynolds. Dopo le elezioni del 1997, Spring si dimise dal ruolo di leader del Partito Laburista a novembre del 1997. Nel 2002 si ricandidò al Dáil, ma non fu rieletto.